# Interceptor (2022)
Interceptor ist ein US-amerikanisch-australischer Actionfilm des australischen Regisseurs Matthew Reilly aus dem Jahr 2022. Die Hauptrollen spielen Elsa Pataky und als ihr Gegenspieler Luke Bracey. Der Film wurde 2022 auf Netflix publiziert. Er hat keine Gemeinsamkeiten mit dem gleichnamigen Film von 1986 mit Charlie Sheen.

## Handlung
Die USA besitzen zwei Abfangbasen, die in der Lage sind, auf ihr Land abgefeuerte feindliche Atomraketen mit Abfangraketen zu zerstören. Die landbasierte Station Fort Greely in Alaska wird von Unbekannten angegriffen und besetzt. Gleichzeitig besetzen Terroristen eine ICBM-Basis auf russischem Territorium und stehlen 16 mobile Interkontinental-Raketen.
Die zweite US-amerikanische Abfangbasis ist die geheime, einer Bohrinsel ähnliche Station SBX-1 irgendwo im Pazifik. Hier trifft Captain Collins per Hubschrauber ein, die kurzfristig hierher versetzt wurde, nachdem sie einen General erfolgreich wegen sexueller Übergriffe verklagt hatte und danach heftigen Schikanen und Mobbing durch Militärangehörige ausgesetzt war. Kurz nachdem sie von Lt. Colonel Marshall, dem Kommandeur von SBX-1, begrüßt wurde, trifft die Nachricht ein, dass Fort Greely ausgeschaltet wurde und die Terroristen die 16 Atomraketen auf bevölkerungsreiche Städte der USA programmiert haben. Nun ist nur noch SBX-1 in der Lage, sie abzufangen. Dort erscheint eine kleine Gruppe von Terroristen unter Führung von Alexander Kessel, erschießt Marshall und versucht, den Kommandoraum von SBX-1 zu erobern. Collins erschießt einen der Angreifer und kann einen weiteren im Handgemenge töten, sich in den Kommandoraum retten und zwei Schotte zwischen sich und den restlichen Terroristen schließen.
Während sie mit den beiden Soldaten Baker und Shah im Kommandoraum Hilfe anfordert, versuchen die Terroristen, das erste Schott mit Schneidbrennern zu öffnen. Kessel muss die Kontrolle über SBX-1 erlangen, damit die von ihm kontrollierten russischen Atomraketen ungehindert ihre Ziele ansteuern können. Collins erfährt, dass ein Seals-Team der US-Marine unterwegs zur SBX-1 ist, aber erst in 90 Minuten eintreffen wird – Zeit genug für die Terroristen, die Kommandozentrale zu überrennen. Um seine Entschlossenheit zu demonstrieren, erschießt Kessel den letzten Überlebenden der Stationsbesatzung, Captain Welsh, vor Collins Augen, nachdem die Terroristen die übrigen Besatzungsmitglieder von SBX-1 bereits mit Giftgas betäubt und danach erschossen haben. Plötzlich dringt ein Terrorist über eine Bodenluke in den Kommandoraum ein und versucht, Collins auszuschalten; sie kann ihn jedoch töten. Kessel versucht über die Gegensprechanlage, Collins mit einer Prämie von 30 Mio. US-Dollar zu bestechen, doch sie lehnt ab. Als Kessels Team das äußere Schott aufgeschnitten hat, entpuppt Baker sich als Verräter, setzt Collins und Shah durch Schüsse auf deren beschusshemmende Westen außer Gefecht und öffnet den Terroristen das innere Schott, sodass diese die Station übernehmen und die beiden Verteidiger gefangen nehmen können.
Über das nationale Warnsystem schaltet Kessel sich in sämtliche Übertragungskanäle der USA und streamt ein Manifest, in dem er die 16 Zielstädte der Atomraketen nennt. Er befiehlt den Besatzern der ICBM-Basen, die auf Los Angeles programmierte Rakete zu starten. Collins kann sich befreien, einen Terroristen erschießen, Kessel und Baker aus dem Raum befördern und das Schott schließen. Nach einem kurzen Kampf tötet sie die letzte im Raum verbliebene Terroristin, Kira, und startet eine Abfangrakete, welche die russische Atomrakete in der Luft zerstört. Kessel zeigt Collins über sein Mobiltelefon, wie weitere seiner Männer Collins Vater in dessen Altersheim foltern und schließlich scheinbar erschießen. Dann leitet er das Selbstzerstörungsprotokoll der Station ein, sodass deren Schwimmkörper geflutet werden. Shah gelingt es zwar, die Flutventile manuell wieder zu schließen und dadurch Zeit zu gewinnen, doch er wird von Baker erschossen.
Collins gibt vor, den Kommandoraum über die Dachluke verlassen zu haben, versteckt sich aber dort in einem feuerhemmenden Anzug. Baker dringt durch die Bodenluke ein und öffnet das Schott für Kessel. Auf Kessels Befehl starten die verbliebenen 15 Atomraketen. Während Baker auf dem Stationsdach nach Collins sucht, taucht diese aus ihrem Versteck auf, tötet Kessels Begleiter und zwingt Kessel, zu fliehen. Sie möchte die Abfangraketen starten, doch Kessel ließ die Kontrollen durch Säure zerstören. Daher versucht sie, den Start auf dem Stationsdach an einem Terminal auszulösen. Baker greift sie an, doch sie kann ihn töten und im letzten Moment die Abfangraketen starten, die alle Atomraketen in der Luft zerstören. Als Kessel erscheint, kämpfen sie gegeneinander. Plötzlich taucht ein russisches U-Boot auf, das Kessel nach erfolgreichem Abschluss der Aktion aufnehmen sollte. Doch ein Schütze im Kommandoturm des U-Boots erschießt Kessel wegen seines Versagens, lässt Collins jedoch unbehelligt, und das U-Boot taucht wieder ab.
Schließlich erholt Collins sich in einem Krankenhausbett, umgeben von einem Blumenmeer und Dankschreiben für ihr heldenhaftes Verhalten. Die US-Präsidentin besucht sie, erzählt ihr, dass die Station Fort Greely  wieder einsatzbereit sei, und bittet sie, Teil des Nationalen Sicherheitsstabs zu werden. Schließlich tritt ihr Vater ein, der von ebenfalls im Altersheim befindlichen Armeekameraden gerettet wurde.

## Produktion
Chris Hemsworth, der Ehemann von Hauptdarstellerin Elsa Pataky und einer der Executive Producer des Films, spielt eine kleine, im Abspann ungenannte Nebenrolle als sehr entspannt wirkender Fernsehverkäufer, der die Livestreams der Ereignisse im Laden mitverfolgt und kommentiert und sich schließlich in einer kurzen Mid-Credit-Szene in einem Massagesessel ausruht.